# Rosé des Riceys
De Rosé des Riceys is een roséwijn met beschermde herkomstbenaming - een AOC - uit de wijnstreek Côte des Bars, noordoost Frankrijk. De wijn wordt gemaakt in de gemeente Les Riceys waar ook champagne vandaan komt. De combinatie van de gebruikte Pinot noir en het terroir levert de "goût des Riceys" op.
Een bijzonderheid van deze wijn is dat deze is gemaakt van dezelfde druiven die ook door de champagnewijnhuizen voor de champagne kunnen worden gebruikt.